# Ataenius terminalis
Ataenius terminalis är en skalbaggsart som beskrevs av Louis Alexandre Auguste Chevrolat 1864. Ataenius terminalis ingår i släktet Ataenius och familjen Aphodiidae. Inga underarter finns listade.